# 제24회 미국 작가 조합상
제24회 미국 작가 조합상은 1971년 뛰어난 활동을 보인 영화 작가를 기리기 위해 1972년 3월에 열린 시상식이다. Beverly Hilton Hotel에서 개최되었다.

## 수상 및 후보

### 각본상
- 사랑의 여로 - 페넬로프 길리엇 수상
- 종합병원 - 패디 체이예프스키 수상

### 각색상
- 존 팩스턴 수상
- 프렌치 커넥션 - 어니스트 타이디먼 수상

### 월계수상
- 어니스트 레흐먼 수상

### 발렌타인 데이비스 상
- 마이클 블랭크포트 수상
- 노먼 코윈 수상

### 모건 콕스 상
- Allen Rivkin 수상